# Euselasia praeclara
Euselasia praeclara är en fjärilsart som beskrevs av William Chapman Hewitson 1869. Euselasia praeclara ingår i släktet Euselasia och familjen Riodinidae. Inga underarter finns listade i Catalogue of Life.

## Bildgalleri

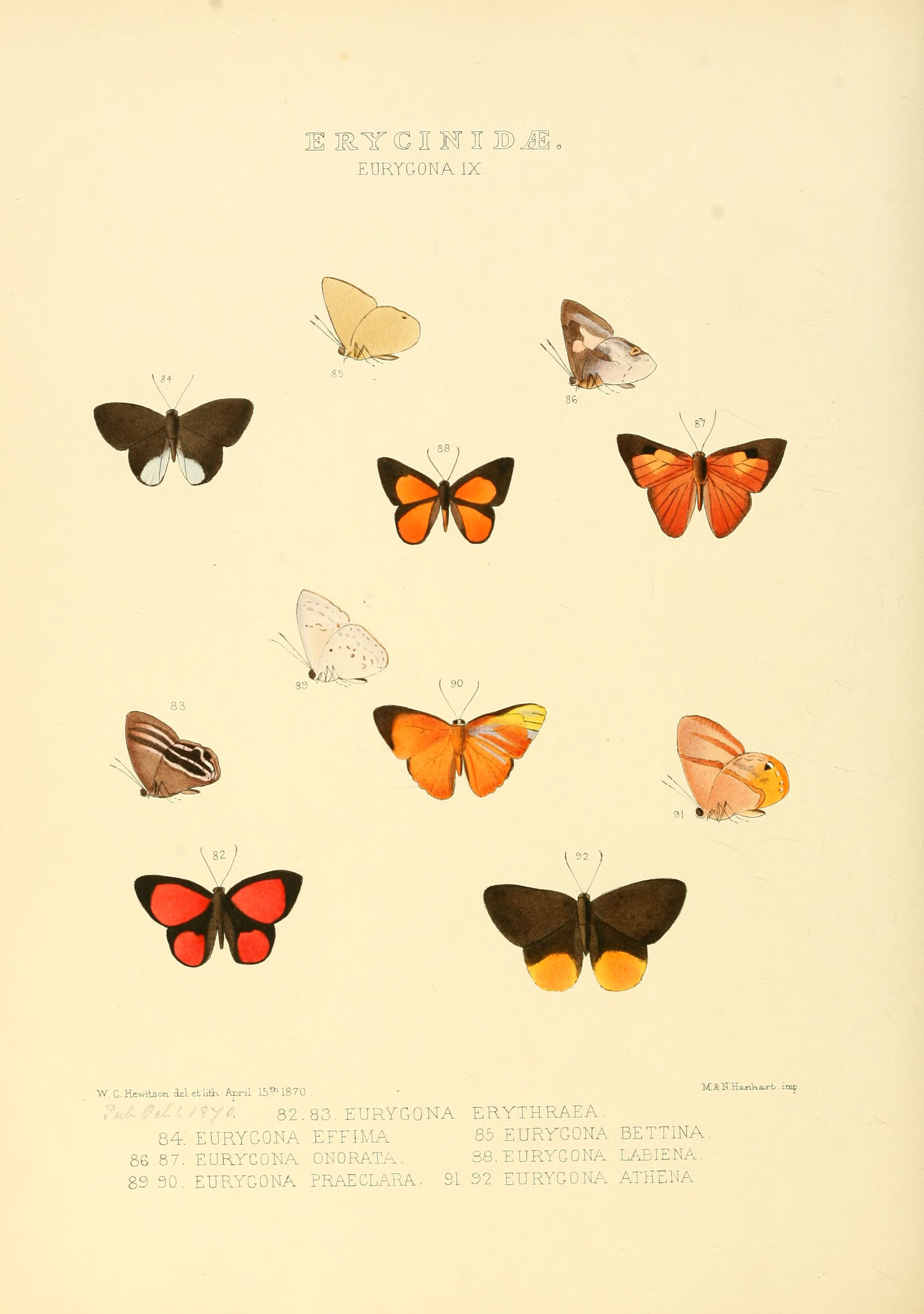